# 15-й Конгресс США
Пятна́дцатый Конгре́сс США — заседание Конгресса США, действовавшее в Вашингтоне с 4 марта 1817 года по 4 марта 1819 года в период первых двух лет президентства Джеймса Монро. Обе палаты, состоящие из Сената и Палаты представителей, имели демократическо-республиканское большинство. Распределение мест в Палате представителей было основано на третьей переписи населения Соединённых Штатов в 1810 году. Данный созыв располагался во временном кирпичном Капитолии, пока основой Капитолий ремонтировался из-за сожжения Вашингтона.

## Важные события
- 4 марта 1817 года — Джеймс Монро вступил в должность президента США
- 4 июля 1817 года — начало строительства канала Эри
- 10 декабря 1817 года — Миссисипи был признан 20-м штатом
- 11 июля 1818 года — Банк Соединённых Штатов отменяет свою политику увеличения кредита и рассылает своим заёмщикам по всей стране уведомления с требованием немедленного погашения причитающихся остатков; дефолты в течение следующих шести месяцев вызовут панику 1819 года
- 20 октября 1818 года — подписание договора 1818 года между США и Британской империей об установлении государственной границы между двумя странами строго по 49-й параллели от озера Эри до Скалистых гор
- 3 декабря 1818 года — Иллинойс был признан 21-м штатом

## Ключевые законы
- Закон о флаге США 1818 года (1818)

## Членство

### Сенат
| Начало | 38 | 0 | 25 | 13 |
| Конец  | 40 | 2 | 28 | 12 |

### Палата представителей
| Начало | 180 | 3 | 141 | 39 |
| Конец  | 184 | 1 | 144 | 40 |